# Jakub Starý
Jakub Starý (* 19. července 1985 Praha, Československo) je český vydavatel, novinář, moderátor, kreativec a LGBT aktivista. Ve známost vstoupil především díky založení a vydávání pánského magazínu LUI. Magazín se dlouhou dobu věnoval problematice spjaté s LGBTI minoritou.

## Dětství a rané mládí
Jakub Starý se narodil jako prvorozený syn Hany Staré a Petra Starého. Vyrůstal v Praze společně s mladším bratrem Petrem Starým. V útlém dětství sepisoval sci-fi příběhy, psaní bylo jeho vášní od raného věku. V období školních let rozvíjel především své kreslířské nadání.[zdroj?]
Základní vzdělání Jakub Starý absolvoval na jazykové základní škole Hornoměcholupská, kde se intenzivně věnoval studiu francouzského jazyka. Již v prostředí základní, a posléze i střední školy se Jakub bezprostředně setkával s homofobními narážkami na svou osobu. Tyto zkušenosti jej formovaly a v pozdějších letech přiživily jeho ambice aktivně posilovat přijetí homosexuálů, leseb, bisexuálů a trans/intersex osob v ČR.

## Studium
Jakub Starý v roce 2005 odmaturoval na Střední průmyslové škole strojní Na Třebešíně. Po maturitě nastoupil na Fakultu strojní na ČVUT v Praze. Po dvou semestrech odešel.
V roce 2018 úspěšně zakončil studium na Akademii žurnalistiky a nových médií, kde se věnoval zejména oborům Žurnalistika a nová média a Publicistika. Současně zde průběžně získával praktické dovednosti působením v Czech News Center Daniela Křetínského. V roce 2015 mimo jiné absolvoval také výběrové novinářské stáže v odborném vydavatelství Economia a.s.
Vzdělání si v roce 2018 doplnil také získáním titulu MBA na Central European Management Institute. Titul Master of Business Administration obdržel dokončením studijního programu Marketing Management and International Business. Studium probíhalo v angličtině.
Systematicky se věnuje studiu francouzštiny, angličtiny a španělštiny.[zdroj?]

## Profesní dráha
Jakub Starý začínal v roce 2006 jako operátor ve společnosti Creditinfo Czech republic, s.r.o. Již po čtyřech měsících povýšil na produktového manažera, díky čemuž dostal na starost vedení týmu lidí. První zkušenosti s byznysem si osvojil v roce 2008, kdy se podílel na rozjezdu obchodní společnosti Helveticom, s.r.o., která na českém trhu distribuovala FMCG produkty. V září 2009 založil LUI Magazín, lifestylový magazín, který v České republice otevřeně cílí na LGBTI komunitu.